# Twenty
Twenty je deveti studijski album sastava Lynyrd Skynyrd. Album je izdan 20 godina nakon pogibije dijela sastava, i po tome je dobio ime.
Posebnost albuma je pjesma "Travelin' Man", u kojoj se čuju oba glasa braće Van Zant. Primjenom tehnologije, glas pokojnog Ronnija je izdvojen s originalne snimke 1976. i izmiksan u pjesmu skupa s Johnnyjevim glasom.

## Popis pjesama
1. "We Ain't Much Different" – 3:44
2. "Bring It On" – 4:56
3. "Voodoo Lake" – 4:37
4. "Home Is Where the Heart Is" – 5:26
5. "Travelin' Man" – 4:05
6. "Talked Myself Right Into It" – 3:25
7. "Never Too Late" – 5:18
8. "O.R.R." – 4:16
9. "Blame It on a Sad Song" – 5:35
10. "Berneice" – 4:01
11. "None of Us Are Free" – 5:21
12. "How Soon We Forget" – 4:50
13. "Sign Of The Times" – 3:45 (dodatna pjesma za japansko tržište)

## Osoblje
Lynyrd Skynyrd
- Gary Rossington - solo, ritam, slide i akustična gitara
- Johnny Van Zant - vokali
- Leon Wilkeson - bas-gitara
- Rickey Medlocke – ritam, slide, akustična i Dobro gitara, te prateći vokali
- Hughie Thomasson – solo, ritam, slide i akustička gitara, te prateći vokali
- Billy Powell - klavir i Hammond orgulje
- Owen Hale - bubnjevi, udaraljke
- Ronnie Van Zant - vokali na "Travelin' Man"